# Dichotomius
Genre
Dichotomius est un genre de Coléoptères de la famille des Scarabaeidae. Il comprend environ 200 espèces toutes originaires des Amériques.

## Liste des sous-genres
Selon BioLib (18 juin 2021) :
- Dichotomius (Dichotomius) Hope, 1838
- Dichotomius (Homocanthonides) Luederwaldt, 1929
- Dichotomius (Luederwaldtinia) Martínez, 1951
- Dichotomius (Selenocopris) Burmeister, 1842

Selon Catalogue of Life (18 juin 2021) :
- Dichotomius (Cephagonus) Luederwaldt, 1929
- Dichotomius (Dichotomius) Hope, 1838
- Dichotomius (Homocanthonides) Luederwaldt, 1929
- Dichotomius (Selenocopris) Burmeister, 1846

## Liste des espèces
Selon GBIF (18 juin 2021) :
- Dichotomius adrastus (Harold, 1875)
- Dichotomius affinis (Felsche, 1910)
- Dichotomius agenor (Harold, 1869)
- Dichotomius agesilaus (Waterhouse, 1891)
- Dichotomius aielloae Nunes, 2016
- Dichotomius alutaceus (Felsche, 1901)
- Dichotomius alvarengai Maldaner, Nunes & Vaz-de-Mello, 2015
- Dichotomius alyattes (Harold, 1880)
- Dichotomius amicitiae Kohlmann & Solis, 1997
- Dichotomius amplicollis (Harold, 1869)
- Dichotomius andresi Sarmiento-Garcés & Amat-Garcia, 2014
- Dichotomius angeloi Nunes, Carvalho & Vaz-de-Mello, 2016
- Dichotomius annae Kohlmann & Solis, 1997
- Dichotomius anthrax (Felsche, 1901)
- Dichotomius apicalis (Luederwaldt, 1931)
- Dichotomius arnaudi Nunes & Vaz-de-Mello, 2019
- Dichotomius ascanius (Harold, 1869)
- Dichotomius asenjoi Nunes & Vaz-de-Mello, 2019
- Dichotomius assifer (Eschscholtz, 1822)
- Dichotomius australis (Luederwaldt, 1931)
- Dichotomius baiano Nunes & Vaz-de-Mello, 2019
- Dichotomius barbarae Nunes & Vaz-de-Mello, 2019
- Dichotomius batesi (Harold, 1869)
- Dichotomius bechynei Martinez, 1973
- Dichotomius belus (Harold, 1880)
- Dichotomius benesi Vaz-de-Mello & Nunes, 2016
- Dichotomius bicornis (Waterhouse, 1891)
- Dichotomius bicuspis (Germar, 1824)
- Dichotomius bitiensis (Gillet, 1911)
- Dichotomius blancoi Nunes & Vaz-de-Mello, 2019
- Dichotomius boreus (Olivier, 1789)
- Dichotomius borgmeieri Pereira & Martinez, 1959
- Dichotomius bos (Blanchard, 1846)
- Dichotomius bosqui (Pereira, 1941)
- Dichotomius buqueti (Lucas, 1859)
- Dichotomius calcaratus Arrow, 1913
- Dichotomius camargoi Martinez, 1956
- Dichotomius camposeabrai Martinez, 1974
- Dichotomius candango Nunes & Vaz-de-Mello, 2019
- Dichotomius carbonarius (Mannerheim, 1829)
- Dichotomius carinatus (Luederwaldt, 1925)
- Dichotomius carolinus (Linnaeus, 1767)
- Dichotomius catimbau Valois, Vaz-de-Mello & Silva, 2017
- Dichotomius centralis (Harold, 1869)
- Dichotomius clypeatus (Luederwaldt, 1929)
- Dichotomius coenosus (Erichson, 1848)
- Dichotomius colonicus (Harold, 1867)
- Dichotomius colonicus (Say, 1835)
- Dichotomius comarapensis Génier, 2000
- Dichotomius compressicollis (Luederwaldt, 1929)
- Dichotomius conicollis (Blanchard, 1846)
- Dichotomius costaricensis (Luederwaldt, 1935)
- Dichotomius cotopaxi (Guérin-Méneville, 1855)
- Dichotomius crinicollis (Germar, 1824)
- Dichotomius cuprinus (Felsche, 1901)
- Dichotomius dahli (Landin, 1955)
- Dichotomius danieli Kohlmann & Solis, 1997
- Dichotomius darwini Nunes & Vaz-de-Mello, 2016
- Dichotomius depressicollis (Harold, 1867)
- Dichotomius deyrollei (Harold, 1869)
- Dichotomius diabolicus (Harold, 1875)
- Dichotomius divergens (Luederwaldt, 1923)
- Dichotomius dynastus Gandini & Aguilar, 2009
- Dichotomius edmondsi Nunes & Vaz-de-Mello, 2019
- Dichotomius emas Nunes & Vaz-de-Mello, 2019
- Dichotomius enioi Montoya-Molina & Vaz-De, 2021
- Dichotomius eucranioides Pereira & Andretta, 1955
- Dichotomius fallax (Harold, 1880)
- Dichotomius favi Kohlmann & Solis, 1997
- Dichotomius feeri Nunes & Vaz-de-Mello, 2019
- Dichotomius femoratus Howden & Young, 1981
- Dichotomius fernandosilvai Nunes & Vaz-de-Mello, 2019
- Dichotomius filgueirasi Nunes & Vaz-de-Mello, 2019
- Dichotomius fimbriatus (Harold, 1869)
- Dichotomius fissiceps (Felsche, 1901)
- Dichotomius fissus (Harold, 1867)
- Dichotomius fonsecae (Luederwaldt, 1926)
- Dichotomius fornicatus Luederwaldt, 1931
- Dichotomius fortepunctatus (Luederwaldt, 1923)
- Dichotomius fortestriatus (Luederwaldt, 1923)
- Dichotomius foveicollis (Kirsch, 1871)
- Dichotomius frizzasae Nunes & Vaz-de-Mello, 2019
- Dichotomius furtadoi Nunes & Vaz-de-Mello, 2019
- Dichotomius gamboaensis Howden & Young, 1981
- Dichotomius gandinii Rossini & Vaz-de-Mello, 2020
- Dichotomius gardneri Nunes & Vaz-de-Mello, 2019
- Dichotomius geminatus (Arrow, 1913)
- Dichotomius gilletti Valois, Vaz-de-Mello & Silva, 2017
- Dichotomius glaucus (Harold, 1869)
- Dichotomius globulus (Felsche, 1901)
- Dichotomius guaribensis Valois, Vaz-de-Mello & Silva, 2017
- Dichotomius haroldi (Waterhouse, 1891)
- Dichotomius hempeli (Pereira, 1942)
- Dichotomius henripittieri Montoya-Molina & Vaz-De, 2021
- Dichotomius horridus (Felsche, 1911)
- Dichotomius horvathi (Balthasar, 1970)
- Dichotomius iannuzziae Valois, Vaz-de-Mello & Silva, 2017
- Dichotomius imitator Felsche, 1901
- Dichotomius inachoides (Felsche, 1901)
- Dichotomius inachus (Erichson, 1847)
- Dichotomius inflaticollis (Felsche, 1910)
- Dichotomius ingens (Luederwaldt, 1935)
- Dichotomius interstitialis (Luederwaldt, 1931)
- Dichotomius irinus (Harold, 1867)
- Dichotomius itatiaiaensis Nunes & Vaz-de-Mello, 2019
- Dichotomius laevicollis (Felsche, 1901)
- Dichotomius latistriatus (Luederwaldt, 1935)
- Dichotomius longiceps (Taschenberg, 1870)
- Dichotomius louzadai Nunes, Carvalho & Vaz-de-Mello, 2016
- Dichotomius lucasi (Harold, 1869)
- Dichotomius lucianomourai Nunes & Vaz-de-Mello, 2019
- Dichotomius luctuosioides (Luederwaldt, 1922)
- Dichotomius luctuosus (Harold, 1869)
- Dichotomius lycas (Felsche, 1901)
- Dichotomius machadoi Martinez & Pereira, 1967
- Dichotomius malyi Maldaner, Nunes & Vaz-de-Mello, 2015
- Dichotomius mamillatus (Felsche, 1901)
- Dichotomius manni Nunes & Vaz-de-Mello, 2016
- Dichotomius marcoscarvalhoi Nunes & Vaz-de-Mello, 2019
- Dichotomius maya Peraza & Deloya, 2006
- Dichotomius melzeri (Luederwaldt, 1922)
- Dichotomius micans (Luederwaldt, 1923)
- Dichotomius missionus (Martinez, 1947)
- Dichotomius monstrosus (Harold, 1875)
- Dichotomius mormon (Ljungh, 1799)
- Dichotomius motai (Pereira, 1942)
- Dichotomius mundus (Harold, 1869)
- Dichotomius muticus (Luederwaldt, 1922)
- Dichotomius mysticus (Luederwaldt, 1935)
- Dichotomius nemoricola (Pereira, 1942)
- Dichotomius nevermanni (Luederwaldt, 1935)
- Dichotomius nimuendaju Luederwaldt, 1925
- Dichotomius nisus (Olivier, 1789)
- Dichotomius nitidissimus (Waterhouse, 1891)
- Dichotomius nobilis (Waterhouse, 1891)
- Dichotomius nutans (Harold, 1867)
- Dichotomius ocellatopunctatus (Felsche, 1901)
- Dichotomius ohausi (Luederwaldt, 1923)
- Dichotomius opacipennis (Luederwaldt, 1931)
- Dichotomius opalescens (Felsche, 1910)
- Dichotomius parcepunctatus (Felsche, 1901)
- Dichotomius paresi Nunes & Vaz-de-Mello, 2015
- Dichotomius parisi Nunes & Vaz-de-Mello, 2016
- Dichotomius paschoali Nunes & Vaz-de-Mello, 2019
- Dichotomius pelamon (Harold, 1869)
- Dichotomius periotoi Nunes & Vaz-de-Mello, 2016
- Dichotomius planicollis (Gillet, 1911)
- Dichotomius podalirius (Felsche, 1901)
- Dichotomius prietoi Martinez & Martinez, 1982
- Dichotomius problematicus (Luederwaldt, 1923)
- Dichotomius protectus (Harold, 1867)
- Dichotomius provisorius (Luederwaldt, 1925)
- Dichotomius punctatostriatus (Felsche, 1901)
- Dichotomius puncticollis (Luederwaldt, 1935)
- Dichotomius punctulatipennis (Luederwaldt, 1930)
- Dichotomius quadraticeps (Felsche, 1901)
- Dichotomius quadrinodosus (Felsche, 1901)
- Dichotomius quinquedens (Felsche, 1910)
- Dichotomius quinquelobatus (Felsche, 1901)
- Dichotomius rafanunezi Montoya-Molina & Vaz-De, 2021
- Dichotomius reclinatus (Felsche, 1901)
- Dichotomius reichei (Harold, 1869)
- Dichotomius ribeiroi (Pereira, 1954)
- Dichotomius ricardosilvai Nunes & Vaz-de-Mello, 2019
- Dichotomius robustus (Luederwaldt, 1935)
- Dichotomius rodrigoi Kohlmann & Solis, 1997
- Dichotomius rondoniaensis Nunes & Vaz-de-Mello, 2019
- Dichotomius rotundatus (Burmeister, 1874)
- Dichotomius rugatus (Luederwaldt, 1935)
- Dichotomius rugosicollis (Luederwaldt, 1935)
- Dichotomius sagittarius Harold, 1869
- Dichotomius satanas (Harold, 1867)
- Dichotomius schiffleri Vaz-de-Mello, Louzada & Gavino, 2001
- Dichotomius seag Nunes & Vaz-de-Mello, 2019
- Dichotomius semiaeneus (Germar, 1824)
- Dichotomius semicircularis (Luederwaldt, 1929)
- Dichotomius semisquamosus (Curtis, 1844)
- Dichotomius sericeus (Harold, 1867)
- Dichotomius sexdentatus (Luederwaldt, 1925)
- Dichotomius simplex (Taschenberg, 1870)
- Dichotomius simplicicornis (Luederwaldt, 1935)
- Dichotomius smaragdinus (Perty, 1830)
- Dichotomius socius (Luederwaldt, 1929)
- Dichotomius spadiceus (Luederwaldt, 1928)
- Dichotomius speciosus (Waterhouse, 1891)
- Dichotomius subaeneus (Castelnau, 1840)
- Dichotomius superbus (Felsche, 1901)
- Dichotomius taunayi (Luederwaldt, 1922)
- Dichotomius telamon (Harold, 1869)
- Dichotomius texanus (Felsche, 1901)
- Dichotomius tissianiae Nunes & Vaz-de-Mello, 2019
- Dichotomius triangulariceps (Blanchard, 1846)
- Dichotomius triquetrus (Luederwaldt, 1923)
- Dichotomius tristis (Luederwaldt, 1923)
- Dichotomius truncatus Luederwaldt, 1931
- Dichotomius validipilosus (Luederwaldt, 1931)
- Dichotomius valoisae Silva, Moura, Araújo & de Moura, 2020
- Dichotomius vargasae Nunes & Vaz-de-Mello, 2019
- Dichotomius vidaurrei Nunes & Vaz-de-Mello, 2013
- Dichotomius virescens (Luederwaldt, 1935)
- Dichotomius worontzowi (Pereira, 1942)
- Dichotomius yucatanus (Bates, 1887)
- Dichotomius zikani (Luederwaldt, 1922)
- Dichotomius ziliolii Gandini & Aguilar, 2009

## Systématique

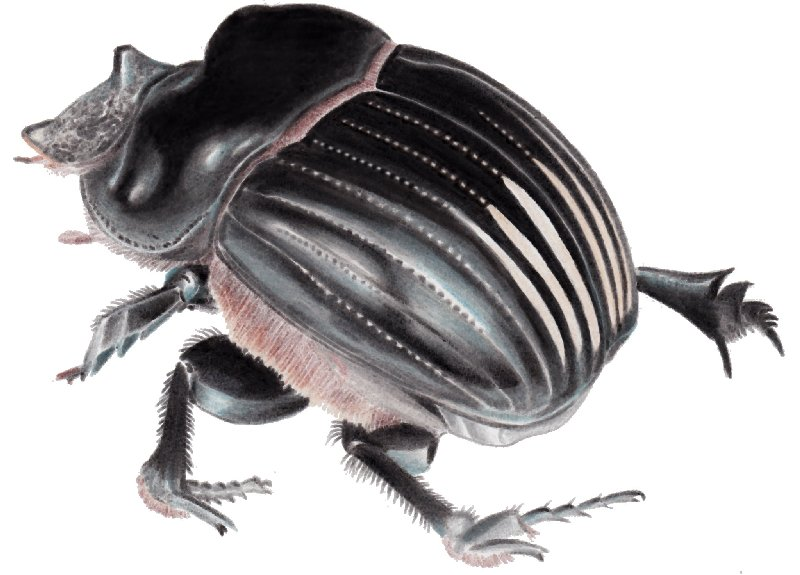
Dichotomius carolinus.

Le nom scientifique de ce taxon est Dichotomius, choisi par l'entomologiste britannique Frederic William Hope en 1838.
Les genres suivants sont synonymes de Dichotomius selon GBIF (18 juin 2021) :
- Brachycopris Haldeman, 1848
- Pinotus Erichson, 1847
- Pseudoheliocopris Ferreira, 1970
- Selenocopris Burmeister, 1842

## Publication originale
- (en) F.W. Hope, « Observations on the lamellicorns of Olivier », Entomological Magazin, vol. 5,‎ 1838, p. 312-326.